# Marian Przykucki

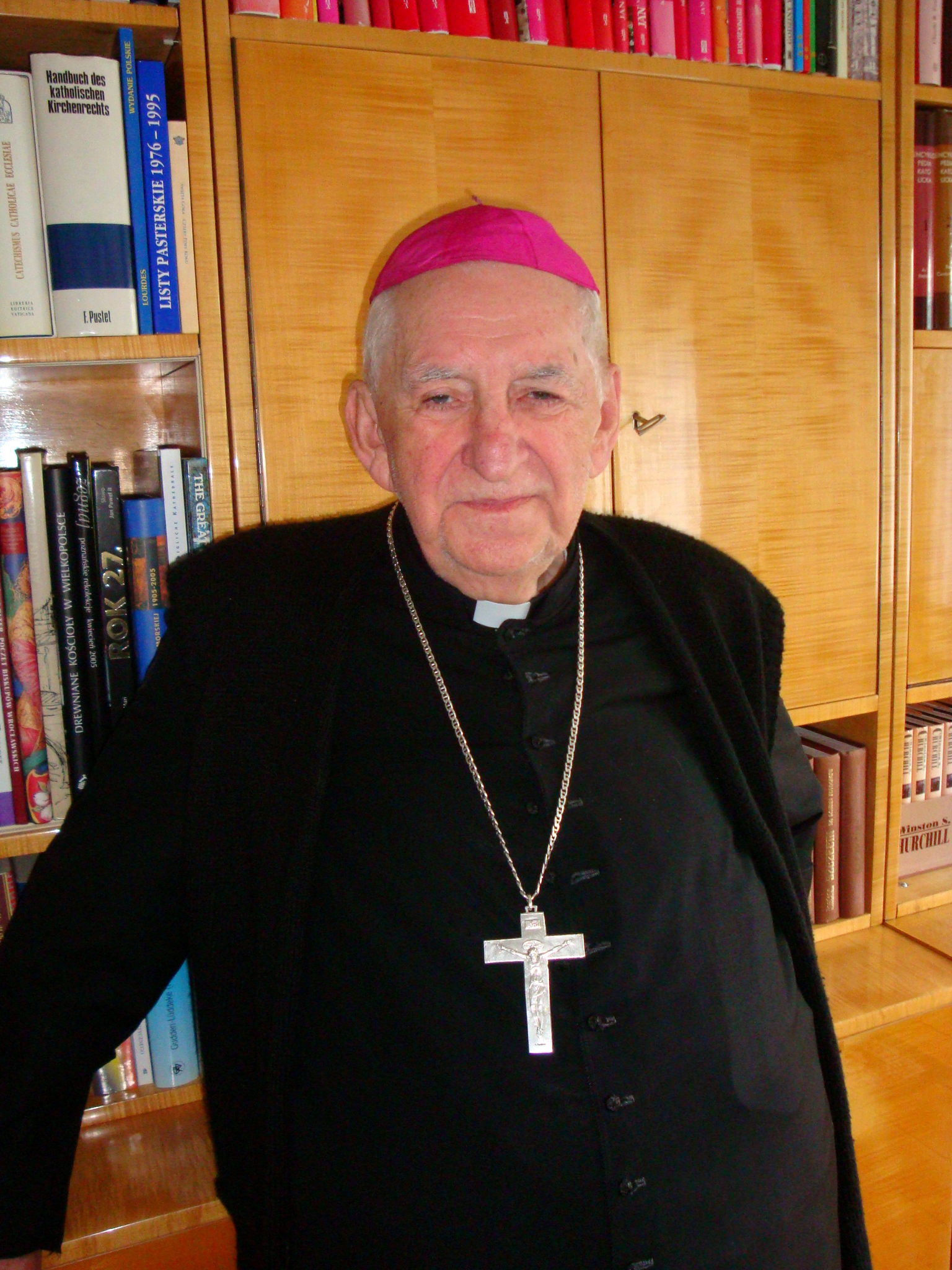
Erzbischof Marian Przykucki (ca. 2009)

Marian Przykucki (* 27. Januar 1924 in Skoki, Woiwodschaft Posen; † 16. Oktober 2009 in Stettin) war ein polnischer römisch-katholischer Geistlicher und von 1992 bis 1999 Erzbischof von Stettin-Cammin.

## Leben
Marian Przykucki konnte sein Abitur am Gymnasium St. Maria Magdalena in Posen wegen des ausbrechenden Zweiten Weltkrieges zunächst nicht abschließen. 1940 wurde er von der Gestapo verhaftet und für mehrere Monate zur Betreuung von englischsprechenden Gefangenen eingesetzt. Nach Kriegsende 1945 konnte er seine Schulausbildung beenden. Er studierte Katholische Theologie und Philosophie an den Priesterseminaren in Gniezno (1945–1947) und Posen (1947–1950) und empfing am 19. Februar 1950 die Priesterweihe in der Posener Kathedrale durch Erzbischof Walenty Dymek. Er war anschließend als Seelsorger sowie Religionslehrer tätig in Chodzież und Posen. 1954 wurde er Kaplan und Sekretär des Erzbischofs von Posen, zunächst bei Erzbischof Walenty Dymek, ab 1956 bei dessen Nachfolger Antoni Baraniak. 1965 wurde er zum geheimen päpstlichen Kammerherrn ernannt.

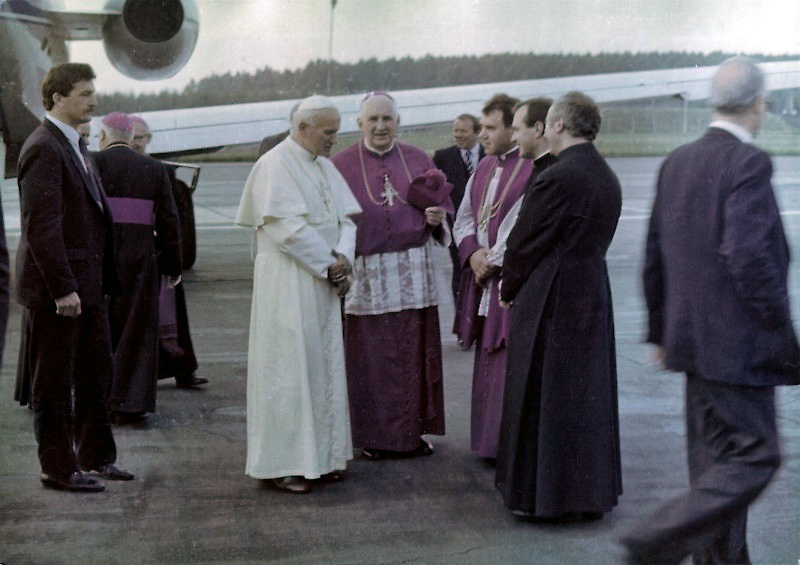
Bischof Marian Przykucki beim Besuch Papst Johannes Paul II. am 11. Juni 1987 in Gdynia (Gdingen)

Papst Paul VI. ernannte ihn 1973 zum Titularbischof von Glenndálocha und bestellte ihn zum Weihbischof im Erzbistum Posen. Die Bischofsweihe spendete ihm am 23. Februar 1974 der Erzbischof von Posen, Antoni Baraniak SDB; Mitkonsekratoren waren die Posener Weihbischöfe Franciszek Jedwabski und Tadeusz Etter. Sein bischöflicher Wahlspruch war „Beati Pacifici“ (Selig sind die Friedensstifter). 1975 wurde er zudem Generalvikar des Metropolitanbistums Posen; nach dem Tod von Erzbischof Baraniak verwaltete er von August 1977 bis Oktober 1978 das Erzbistum.

Wappen Marian Przykuckis als Erzbischof von Stettin-Cammin

1982 wurde er von Papst Johannes Paul II. zum Bischof des Bistums Kulm ernannt. Das Bistum Kulm wurde 1992 durch Papst Johannes Paul II. mit der Päpstlichen Bulle Totus tuus Poloniae populus nach Gebietsabtretungen an das Bistum Thorn in Bistum Pelplin umbenannt und dem Erzbistum Danzig als Suffraganbistum unterstellt. Marian Przykucki wurde daraufhin 1992 zum Erzbischof von Stettin-Cammin ernannt. 1999 wurde seinem altersbedingten Rücktrittsgesuch stattgegeben.
Sein Einsatz für die Völkerverständigung von Polen und Deutschen wurde 2006 mit dem Großen Verdienstkreuz des Verdienstordens der Bundesrepublik Deutschland gewürdigt.